# 萨莉·莱德
萨莉·克里斯滕·莱德博士（英語：Dr Sally Kristen Ride，1951年5月26日—2012年7月23日）是一位美国物理学家，曾是美国国家航空航天局的宇航员，执行过STS-7以及STS-41-G任务。她在1978年加入美国国家航空航天局（NASA），并于1983年32岁时成为第一个进入太空的美国女性，也是人類史上第三位女性太空人。1987年，她离开了美国国家航空航天局在斯坦福大学国际安全和军备控制中心工作，后来到加利福尼亞大學聖地牙哥分校担任物理学教授，主要研究非线性光学和汤姆孙散射。莱德是唯一一位同时参与过挑战者号航天飞机和哥伦比亚号航天飞机事故调查委员会的人。截至2015年，她依然是进入太空时最年轻的美国宇航员。
莱德去世后，在讣告中公开了她的同性伴侣湯·奧肖內西（Tam O'Shaughnessy）。這使莱德成为第一个公开出櫃的同性恋宇航员，也是第一個公開出櫃的女同性戀太空人。

## 早期生活
萨莉·莱德出生于加利福尼亚州洛杉矶恩奇诺，具有挪威血统。她有一个妹妹，是长老教会的牧师。父母都是长老教会的长老。她的父亲一直在圣莫尼卡学院担任政治学教授。
她高中在洛杉矶联合学区和西湖女子学校学习并获得奖学金。除了对科学感兴趣，她还曾是一位网球选手，从10岁起就开始练习打网球，也想成为一名职业运动员，但最终放弃。在斯沃斯莫爾學院学习了三个学期后，又在加州大学洛杉矶分校学习物理课程，而后进入史丹佛大學，获得物理及英文学士學位，随后获得物理学硕士学位和博士学位，主要研究天体物理学和自由电子激光物理学。

## 航天生涯

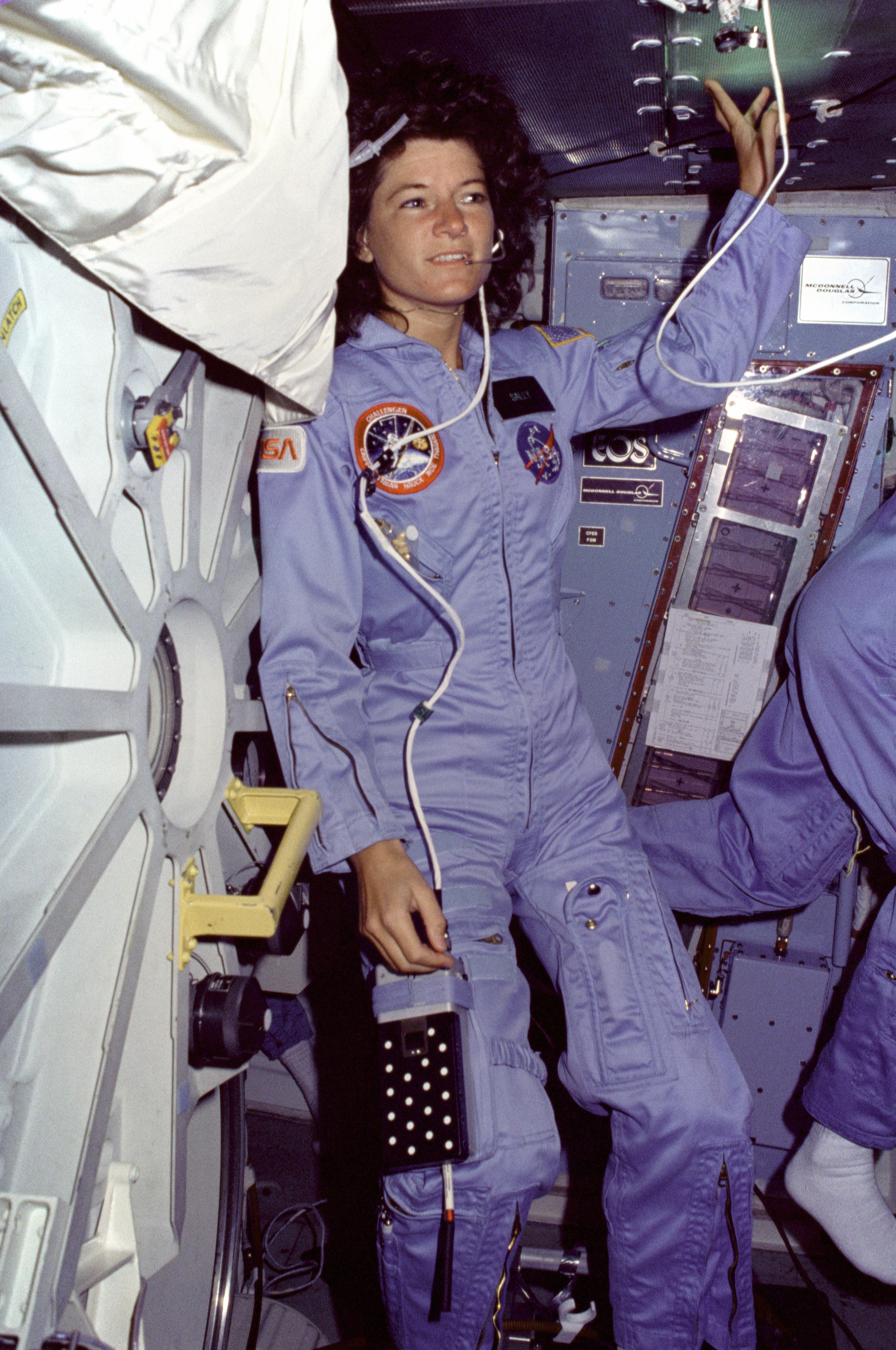
1983年萨莉·莱德在挑戰者號太空梭执行STS-7任务

1977年，美國國家航空暨太空總署太空人徵選首次開放平民與女性參加，她前往應徵，獲得錄取。她是斯坦福大学申请参加太空计划的8000名学生之一，1978年莱德正式加入美国国家航空航天局。她开始为第二次和第三次航天飞机飞行（STS-2和STS-3）进行地面通信工作，并帮助开发了航天飞机的机械臂。
1983年6月18日，她參與挑戰者號任務（STS-7），成為第一位美國女太空人。也是继苏联1963年的瓦莲京娜·捷列什科娃和1982年的斯維特蘭娜·薩維茨卡婭之后第三位女性宇航员。STS-7任务的五人小组部署了两颗通信卫星，并进行了药品试验。莱德是第一位在太空使用机械臂和检索人造衛星的人。
1984年她的第二次太空飞行也是挑战者号任务。她在太空的时间超过343小时。莱德在完成8个月的训练后，准备参加她的第三次飞行（STS-61-M，一个TDRS部署任务），后因挑战者号航天飞机失事而中断。随后她被任命为罗杰斯委员会（总统调查事故委员会）领导小组的成员。调查结束之后，莱德被分配到总部设在华盛顿特区的国家航空航天局，在那里她带领美国航空航天局进行了第一个战略计划工作，撰写了题为“美国航空航天局的领导和美国在太空的未来”的报告，并建立了美国宇航局探索办公室。

## 离开NASA以后
1987年，莱德离开华盛顿来到斯坦福大学国际安全和军备控制中心工作。1989年，她成为加州大学聖地牙哥分校的物理学教授并指导加州太空研究所。从90年代中期直到她去世，莱德与美国航天局喷气推进实验室和加州大学聖地牙哥分校合作领导了两次NASA的公众宣传计划 -ISS EarthKAM和GRAIL MoonKAM项目。该项目允许中学生征求地球和月球图像。1999年，她参与了电视剧《天使在人间》第五季的演出。2003年，她被任命为哥伦比亚航天飞机事故调查委员会的一员。她是萨莉·莱德科技公司的首席执行官，该公司创立于2001年，致力于创建有趣的科学方案和出版物来吸引上小学和初中的学生，特别是女孩。
莱德曾出版七本面向儿童的太空书籍，目标是鼓励孩子们学习科学。
2008年莱德支持贝拉克·奥巴马成为美国总统。她是美国人类太空飞行计划审查委员会的成员之一。

## 个人生活

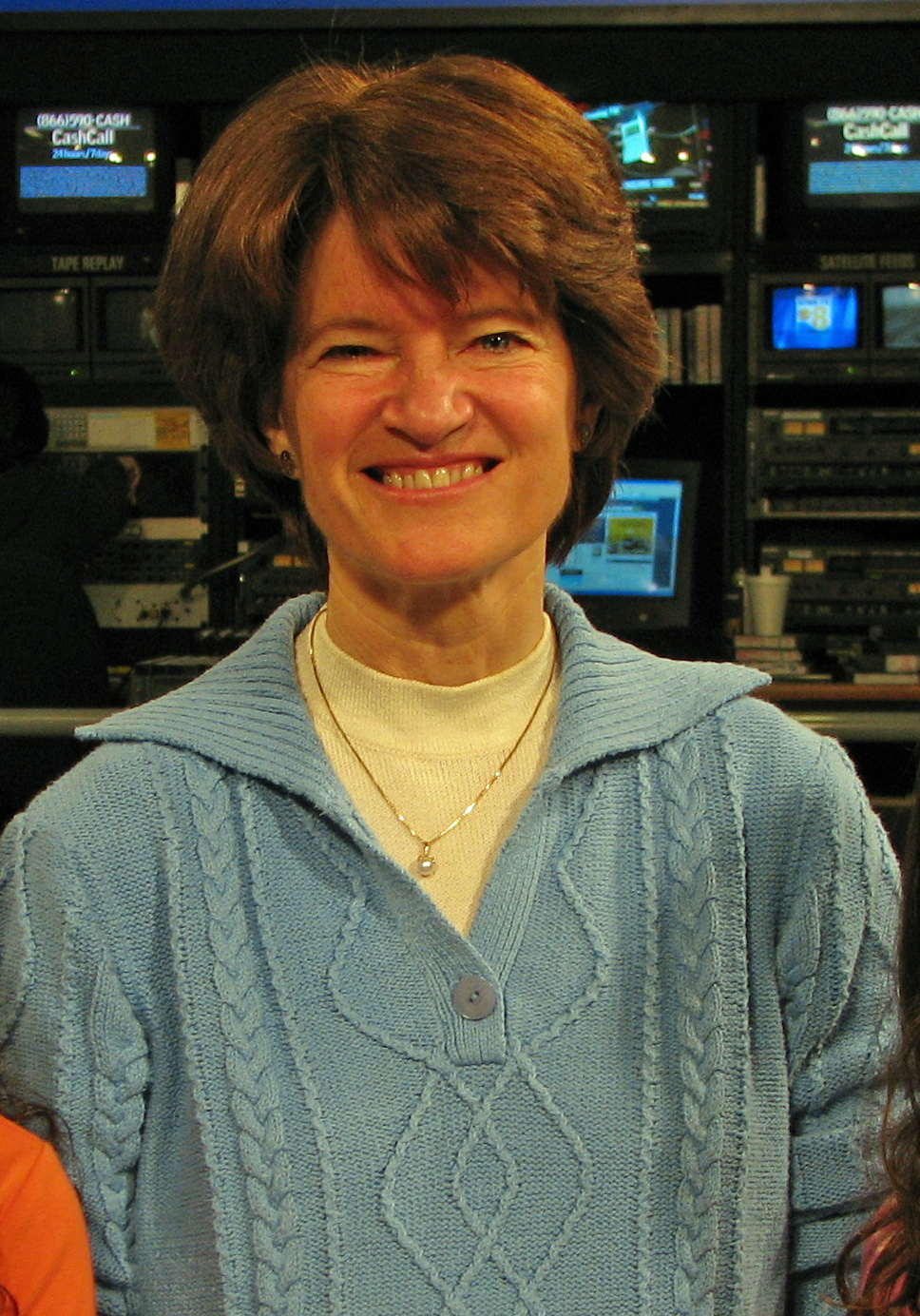
2006年萨莉·莱德在加州大学圣地亚哥分校

1982年萨莉·莱德嫁给了宇航员斯蒂芬·霍利，他们于1987年离婚。
在莱德去世以后，她的讣告透露，她的伴侣是圣迭戈州立大学心理学女教授Tam E. O'Shaughnessy，她们是童年好友，都有志成为网球选手。O'Shaughnessy长大后成为教师和科普作家。后与莱德一起创办了公司并担任首席运营官和副总裁。她们共同合作出版了六本广受好评的儿童科普读物。公司透露了她们27年的伴侣关系，并由莱德的妹妹Karen证实。Karen也指出，莱德选择不公开她个人的私人生活，包括关于她的疾病和治疗的事。莱德是已知的第一位LGBT宇航员。

## 去世
2012年7月23日，在与疾病斗争了17个月后，莱德因胰臟癌過世，享年61岁。火化后，她的骨灰被安葬在加利福尼亚州圣莫尼卡Woodlawn公墓她的父亲旁边。

## 奖项及荣誉

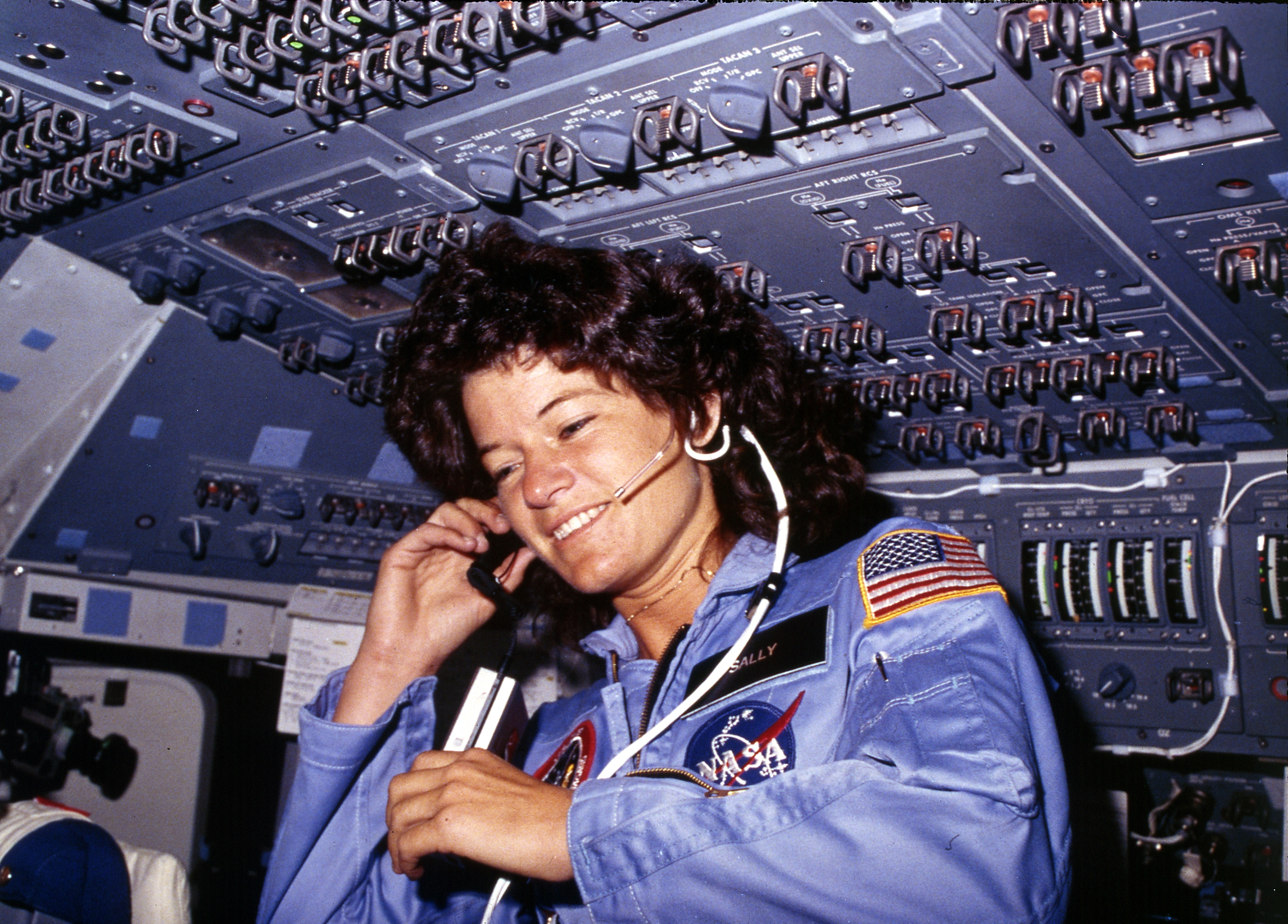
1983年萨莉·莱德在挑戰者號太空梭与地面控制人员进行联系

萨莉·莱德曾经获得众多奖项，包括国家太空协会的冯·布劳恩奖和NCAA的西奥多·罗斯福奖。她入选国家女子名人堂和宇航员名人堂，并两次获得美国宇航局太空飞行奖章。是唯一一位同时参与过挑战者号航天飞机和哥伦比亚号航天飞机事故调查委员会的人。两所美国小学以她的名字命名：分别位于德克萨斯州和马里兰州。
1994年，莱德获得塞缪尔·S·比尔德最伟大公共服务个人奖。
2006年12月6日，加利福尼亚州州长阿诺·施瓦辛格和夫人玛丽娅·施瑞弗尔宣布莱德入选位于加州博物馆的加州名人堂。次年，她入选了俄亥俄州代顿的美国国家航空名人堂。
2012年12月17日，NASA 月球任務重力回溯及內部結構實驗室的兩台探測器 Ebb 和 Flow 在完成任務後撞擊月球表面戈尔德施密特环形山附近一座撞擊時尚未命名的山。撞擊後 NASA 宣布撞擊地點以萊德命名紀念她參與該任務。《飞行》杂志在2013年将莱德列为“航空51英雄”第50名。

## 纪念
2013年4月，美国海军宣布为了纪念萨莉·莱德而将一艘研究船以她的名字命名。
2013年，Janelle Monáe发布了一首名为“萨莉·莱德”（Sally Ride）的歌曲。同样在2013年，宇航员克里斯·哈德菲尔德和凯瑟琳·科尔曼完成一首名为“Ride on”的歌。
2013年，航天基金会授予萨莉·莱德最高荣誉—詹姆斯·E·希尔宇宙终身成就奖。
2013年5月20日，一场全国悼念萨莉·莱德的仪式在华盛顿特区肯尼迪表演艺术中心举行。就在同一天，美国总统奥巴马宣布，莱德将获得美国平民的最高奖总统自由勋章。2013年11月20日该奖章由莱德的人生伴侣Tam E. O'Shaughnessy在白宫的仪式上代为领取。
2014年莱德入选了纪念LGBT历史和人物的Legacy Walk。
2015年5月26日萨莉·莱德64周岁诞辰时Google制作了一系列Doodle纪念，2017年3月8日亦登上Google慶祝國際婦女節的doodle。

## 作品
- Ride, Sally. . Sally Ride.
- Ride, Sally; Okie, Susan. . New York: HarperTrophy. 1989: 96 pages. ISBN 0-688-09112-1.
- Ride, Sally; O'Shaughnessy, Tam E.;. . Sally Ride Science. 1992: 40 pages. ISBN 0517581574.
- Ride, Sally; O'Shaughnessy, Tam E.;. . [New York]: Crown. 1999: 48 pages. ISBN 0-517-70971-6.
- Ride, Sally; O'Shaughnessy, Tam E. . New York: Crown Publishers. 2003: 112 pages  [2007-10-06]. ISBN 0-375-81204-0.
- Ride, Sally; O'Shaughnessy, Tam E. . Sally Ride Science. 2004: 48 pages  [2007-10-06]. ISBN 0-9753920-0-X.
- Sally Ride Science. . Sally Ride Science. 2004: 32 pages. ISBN 0-9753920-1-8.
- Ride, Sally; Goldsmith, Mike. . London: Kingfisher. 2005: 60 pages  [2007-10-06]. ISBN 0-7534-5910-8.
- Ride, Sally; O'Shaughnessy, Tam E.;. . New York: Flash Point/Roaring Brook Press. 2009: 80. ISBN 1-59643-310-8.
- Ride, Sally; O'Shaughnessy, Tam E.;. . New York: Roaring Brook Press. 2009: 64. ISBN 1-59643-379-5.
- Sherr, Lynn. . Simon & Schuster. 2014: 400. ASIN B00GEEB99W.